# Hermann Kerckhoff
Hermann Kerckhoff (* 1. Januar 1900 in Meppen; † 1. Juni 1987 ebenda) war  ein deutscher Apotheker, Politiker (CDU) und Abgeordneter des Niedersächsischen Landtages.

## Leben
Hermann Kerckhoff war der Sohn des Apothekers Friedrich Kerckhoff (1865–1938) und dessen Ehefrau Anna geb. Beckmann (1870–1952). Er war ein Mitglied der bürgerlichen Elite des Emslandes. Seine Familie betrieb seit mehreren Generationen eine Apotheke, seine Großmutter stammt aus der Gutsherren- und Juristenfamilie Behnes und sein Urgroßonkel war der Architekt Josef Niehaus. Kerckhoff begann nach dem Abitur ein Studium der Pharmazie und der Naturwissenschaften in München und in Münster und trat die den Münchener KStV Saxonia und KStV Markomannia Münster bei. 1924 legte er sein pharmazeutisches Staatsexamen ab. 1926 folgte die Promotion zum Dr. rer. nat. 1938 übernahm er die Apotheke seines Vaters nach dessen Tod. Von 1939 bis 1943 war er im Sanitätsdienst des Heeres als Stabsapotheker tätig. 1945 folgte seine Ernennung zum Pharmazierat des Regierungsbezirks Osnabrück. Verheiratet war er seit 1931 mit Antonia Kerckhoff geb. Brenninkmeyer, einer Tochter von Georg Brenninkmeyer (1860–1925) und dessen Ehefrau Juliana Clementina geb. Lampe (1874–1924). Kerckhoffs Schwester Anna (1903–1968) war seit 1925 mit Johannes Bernhard Berentzen (1899–1954) verheiratet. Durch diese Verbindung war er ein Onkel von Hans Berentzen und Friedrich Berentzen. Hermann Kerckhoff starb am 1. Juni 1987 mit 87 Jahren in Meppen.

## Politik
Kerckhoff war Mitbegründer der CDU in Meppen. Nach dem Krieg war er Mitglied der ernannten sowie der gewählten politischen Gremien der Stadt und des Kreises Meppen. Im Frühjahr 1946 wurde er zum Bürgermeister der Stadt Meppen, und im Herbst 1946 zum Landrat des Kreises Meppen gewählt. Bereits im selben Jahr übernahm Arnold Blanke das Amt des Bürgermeisters von Meppen. Landrat des Landkreises Meppen war er bis 1968.
Von der ersten bis zur sechsten Wahlperiode von 1947 bis 1967 war er Mitglied des Niedersächsischen Landtages. Er war Vorsitzender des Ausschusses für Gesundheitswesen vom 27. September 1955 bis zum 5. Mai 1959.

## Ehrungen
- 1966: Großes Verdienstkreuz der Bundesrepublik Deutschland

## Quelle
- Barbara Simon: Abgeordnete in Niedersachsen 1946–1994. Biographisches Handbuch. Hrsg. vom Präsidenten des Niedersächsischen Landtages. Niedersächsischer Landtag, Hannover 1996, S. 193.
- Karl Pardey: Artikel: Kerckhoff, Hermann. In: Biographisches Handbuch zur Geschichte der Region Osnabrück, bearbeitet von Rainer Hehemann, herausgegeben vom Landschaftsverband Osnabrück e. V., Rasch Verlag Bramsche, Bramsche 1990, S. 157f.

| Personendaten    | Personendaten                  |
| ---------------- | ------------------------------ |
| NAME             | Kerckhoff, Hermann             |
| KURZBESCHREIBUNG | deutscher Politiker (CDU), MdL |
| GEBURTSDATUM     | 1. Januar 1900                 |
| GEBURTSORT       | Meppen                         |
| STERBEDATUM      | 1. Juni 1987                   |
| STERBEORT        | Meppen                         |